# Melliet
Melliet, ook wel honingsteen genoemd, is een zeldzaam mineraal dat scheikundig gezien uit een organische verbinding bestaat. Het is een tetragonaal kristal met als chemische samenstelling Al2C6(COO)6·16H2O. Het is een aluminiumzout van mellietzuur. Melliet is honinggeel, geelbruin of vaalrood en kan fraaie, grote kristallen vormen. Mellietkristallen worden vaak tot facetten geslepen en als edelsteen verkocht.
Met een hardheid van 2 tot 2,5 is melliet een van de zachtste mineralen waarin, net als in het referentiemineraal gips, met een vingernagel kan worden gekrast. Het werd oorspronkelijk in 1789 ontdekt in Artern in de Duitse deelstaat Thüringen. Het werd daarna ook aangetroffen in Rusland, Oostenrijk, Tsjechië en Hongarije. De naam van het mineraal is afgeleid van het Griekse μέλι, dat honing betekent, een verwijzing naar de kleur.

## Scheikunde
Melliet is een van de weinige organische mineralen. De molecuulformule Al2C6(COO)6·16H2O komt met een zouthydraat van hexacarboxyl-mellietzuur overeen. Melliet is hiermee het enige bekende mineraal waarin een benzeenring voorkomt.
De kristalstructuur van melliet is bepaald met behulp van neutronendiffractie en bestaat uit Al(H2O)63+-octaëders die door middel van waterstofbruggen zijn verbonden met [C6(COO)6]6−-mellitaatanionen en kristalwater.